# Novembre 1951

## Évènements
- 1er novembre : les derniers renseignements relatifs à la guerre de Corée signalent que de véritables batailles aériennes sont livrées. Les MiG, très entreprenants et au nombre de 150 et plus à la fois, attaquent les B-29 et les Sabre ; ils font des dégâts.

- 3 novembre : guerre d’Indochine : les appareils français effectuent 750 sorties.

- 6 novembre : 
  - Un P2V-3W (BuNo 124284) de la flottille VP-6 de l'US Navy, en mission de reconnaissance météo sous commandement des Nations unies, est abattu au-dessus de la mer du Japon au large de Vladivostok, en Sibérie. Les 10 membres d'équipage sont portés disparus.
  - Premier vol du Fouga CM 88R Gémeaux IV.

- 7 novembre : début de la troisième session de la 23e législature du Québec. On y annonce que la trésorerie provinciale portera désormais le nom de ministère des Finances[1].

- 8 novembre : l’Américain P. Mach, sur Bonanza B 80040 Friendship, se pose à Londres après avoir traversé l’Atlantique via Terre-Neuve et les Açores (étape d’un tour du monde).

- 9 novembre : 
  - Le Bell X-1 n° 3 et le Boeing B-29 porteur sont détruits par une explosion suivie d’un incendie.
  - L’Américain W.T. Amen, sur F9F Panther, abat un MiG. Il est le premier pilote de l’US Navy à abattre un jet.
  - Attaques aériennes des ponts de la rivière Yalou en Corée.

- 11 novembre : réélection de Juan Perón en Argentine. Sa politique se fait moins populiste et nationaliste, la situation économique ne permettant plus ses largesses re-distributives.

- 14 novembre : prise de Hoa Binh par les troupes françaises au Viêt Nam (évacuée le 22 février 1952).

- 15 novembre : en France, premier Beaujolais nouveau.

- 16 novembre, Népal : les Rânâ sont évincés et une monarchie constitutionnelle est instaurée.

- 21 novembre : au Québec, le rapport de la commission d'enquête sur le pont Duplessis exonère le gouvernement et la compagnie qui l'a construit de tout blâme mais demeure flou quant à la cause de l'effondrement. Les deux hypothèses qui prévalent sont le sabotage et une cause scientifiquement inconnue. Dans les jours qui suivent, le premier ministre Duplessis met en cause les communistes et ordonne une surveillance permanente du nouveau pont par des gardes de sécurité[2].

- 22 novembre : 
  - élection générale ontarienne. Leslie Frost et ses progressiste-conservateurs sont réélus avec un gouvernement majoritaire.
  - Les Françaises Mme Choisnet-Gohard et Mlle Y. Mazellier, sur planeur Castel-Mauboussin CM7, établissent un record féminin de durée de 28 h 41 min.

- 24 novembre : navire de recherche et de découverte du commandant Cousteau, la « Calypso » part pour son premier voyage.

- 25 novembre : premier vol, par le Français Gaulard, du Jodel Continental.

- 26 novembre :
  - Élection générale terre-neuvienne. Joey Smallwood (libéral) est réélu premier ministre de Terre-Neuve-et-Labrador.
  - Création d’un conseil législatif national en Papouasie-Nouvelle-Guinée[3].
  - Premier vol du premier des trois prototypes du biréacteur de chasse à ailes delta Gloster Javelin, piloté par le britannique B. Waterton.

- 27 novembre : le Leduc 010 n° 2, piloté par le Français Sarrail, est accidenté. Le pilote est fortement contusionné.

- 29 novembre : coup d’État en Thaïlande. Un groupe d’officiers de l’armée s’empare du pouvoir sans effusion de sang et restaure la Constitution de 1932, en lui apportant quelques modifications. Phibun Songkram est nommé Premier ministre. Parallèlement, se forme en Chine, un mouvement thaïlandais libre (Free Thaï Movement), soutenu par les communistes chinois et officiellement mené par Pridi Phanomyong.

- 30 novembre : 
  - Première apparition des bombardiers Tu-2 Soviétiques dans la guerre de Corée.
  - Les engagements aériens sont nombreux en Corée : G.A. Davis abat trois bombardiers et un MiG au cours de la même opération.

## Naissances
- 1er novembre : Fabrice Luchini, acteur français.
- 4 novembre - John Cannis, homme politique fédéral canadien.
- 8 novembre : Win Myint, homme politique birman président de la Birmanie de 2018 à 2021.
- 10 novembre - Marlene Jennings, personnalité politique canadien.
- 11 novembre :
  - Sebastian Francis, évêque, président de la Conférence des évêques catholiques de Malaisie, de Singapour et de Brunei.
  - Kim Peek, savant autiste américain.
- 12 novembre : Patrick Sabatier, animateur et producteur français.
- 13 novembre : Gérard Lelièvre, athlète français.
- 14 novembre : Alec John Such, bassiste américain († 5 juin 2022).
- 15 novembre :
  - Ellen Tauscher, femme politique américaine, sous-secrétaire d'État († 29 avril 2019).
  - Victor Zvunka, footballeur puis entraîneur français
- 17 novembre : Lazarus You Heung-sik, cardinal sud-coréen de la Curie romaine.
- 18 novembre : Mark N. Brown, astronaute américain.
- 18 novembre : Jacques Zimako, footballeur français
- 21 novembre :
  - Cees Bal, cycliste néerlandais.
  - Vlasta Parkanova, femme politique tchèque, ministre République tchèque.
- 22 novembre : Lidia Semionova, joueuse d'échecs ukrainienne († 4 juillet 2025).
- 23 novembre : René Charrier, footballeur français (gardien de but).
- 25 novembre : Johnny Rep, footballeur néerlandais
- 26 novembre : Elena Anna Staller dit la Cicciolina, actrice et politicienne italienne d'origine hongroise.
- 27 novembre : Kent Nagano, chef d'orchestre québécois.

## Décès
- 4 novembre : Ernesto Ambrosini, athlète italien, spécialiste du 3 000 mètres. (° 29 septembre 1894)
- 5 novembre : Reginald Walker, 62 ans, athlète sud-africain, champion olympique du 100 mètres aux Jeux de Londres en 1908. (° 16 mars 1889).
- 14 novembre : Ludovico Chigi Albani della Rovere, religieux italien, 76e Grand-Maître de l'Ordre de Malte de 1931 à 1951. (° 10 juillet 1866)